# Алиев, Али Шарабудинович
Али Шарабудинович Алиев (14 сентября 2002; Махачкала, Дагестан, Россия) — российский тхэквондист. Чемпион России.

## Биография
Али родом из Гергебильского района, пришёл в тхэквондо довольно поздно – в 12 лет. Является воспитанником махачкалинского спортклуба «Чемпион» при спортшколе №3. В марте 2020 года стал бронзовым призёром на международном рейтинговом соревнованиях в Нидерландах. В октябре 2020 года выиграл молодёжное первенство России, а в ноябре 2020 года чемпионат России. В марте 2021 года стал серебряным призёром на Первенстве России среди юниоров до 21 года. В июне 2021 года в Софии стал победителем Европейских мультиигр и завоевал право на участие на чемпионате мира. В сентябре 2021 года в Одинцово стал одолев в финале Андрея Канаева стал чемпионом России.

## Достижения
- Чемпионат России по тхэквондо 2019 — ;
- Чемпионат России по тхэквондо 2020 — ;
- Чемпионат Европы по тхэквондо среди юниоров 2021 — ;
- Чемпионат России по тхэквондо 2021 — ;